# レニャーゴ
レニャーゴ（伊: Legnago）は、イタリア共和国ヴェネト州ヴェローナ県にある、人口約25,000人の基礎自治体（コムーネ）。

## 地理

### 位置・広がり

#### 隣接コムーネ
隣接するコムーネは以下の通り。
- アンジャーリ
- ベルガンティーノ (RO)
- ボナヴィーゴ
- ボスキ・サンタンナ
- カステルノーヴォ・バリアーノ (RO)
- チェレーア
- ミネルベ
- テッラッツォ
- ヴィッラ・バルトロメーア

### 気候分類・地震分類
気候分類では、zona E, 2324 GGに分類される。
また、イタリアの地震リスク階級 (it) では、zona 3 (sismicità bassa) に分類される。

## 行政

### 分離集落
レニャーゴには、以下の分離集落（フラツィオーネ）がある。
- Porto, San Vito, Canove, Terranegra, San Pietro, Casette, Vangadizza, Vigo, Torretta

## 観光・音楽
2009年からレニャーゴでサリエリ・オペラ音楽祭が開催。

## スポーツ
サッカーのクラブチームとして、FCレニャーゴ・サルス（F.C. Legnago Salus）が本拠を置く。

## 人物

### 著名な出身者
- アントニオ・サリエリ - 18-19世紀の作曲家。神聖ローマ帝国およびオーストリア帝国宮廷楽長。